# Imipramin
Az imipramin triciklikus antidepresszívum, dibenzo-azepin származék. Terápiás hatásának pontos mechanizmusa nem ismert. Gátolja az idegingerületi folyamat során felszabaduló noradrenalin és szerotonin neuronalis visszavételét (reuptake) a végkészülékekbe, ezáltal facilitálja a noradrenerg és szerotonerg transzmissziót. Gátló hatást fejt ki a muszkarin és a H1 hisztamin-receptorokon, ezért antikolinerg és mérsékelt szedatív hatással rendelkezik.
Az antidepresszáns hatás kialakulása fokozatos: 2-4 (esetleg 6-8) hetes kezelés után fejlődik ki az optimális terápiás hatás.

## Farmakokinetikai tulajdonságok
A per os alkalmazott imipramin a gastrointestinalis traktusból jól felszívódik. Felszívódását az étkezés nem befolyásolja.
A májban excesszív first pass metabolizmuson megy át: aktív fő metabolitja, a dezipramin (dezmetil-imipramin) demetiláció útján keletkezik. Az imipramin ill. a dezipramin plazmakoncentrációja nagy egyéni eltéréseket mutat. 10 napig alkalmazott 3-szor 50 mg/nap per os adag esetén az imipramin átlagos steady-state plazmakoncentrációja 33-85 ng/ml, a dezipraminé 43-109 ng/ml. Idős korban a plazmakoncentráció a csökkent 
metabolizmus miatt általában magasabb, mint fiatalokban.
Az imipramin megoszlási térfogata 10-20 l/kg.
Mindkét vegyület nagymértékben (imipramin: 60-96, dezipramin: 73-92%-ban) kötődik a plazmafehérjékhez.
A kiválasztás kb. 80%-ban a vesén keresztül, kb. 20%-ban a széklettel történik, főként inaktív metabolitok formájában. A változatlan imipramin és aktív metabolitja, a dezipramin 5, ill. 6%-ban ürülhet a vizelettel, a széklettel csak csekély mennyiségben. Az imipramin eliminációs felezési ideje egyszeri adagolás után kb. 19 (9-28) óra, ami idős korban és túladagolás esetén megnyúlhat.
Az imipramin átjut a placentán és kiválasztódik az anyatejbe.

## Ph. Hg. VIII.
A VIII. Magyar Gyógyszerkönyvben Imipramin-hidroklorid (Imipramini hydrochloridum)  néven hivatalos.  

## Készítmények
Melipramin